# جازاموارت
{{صندوق معلومات شخص
|الاسم         = جازاموارت
|الاسم الأصلي   = فرانشيسكو خافيير باسكيس استوبينيان
|الصورة       = File:Retrato Jazzamoart.jpg
|تعليق الصورة = ريتريتو جازاموارت
|تاريخ الولادة = 28 أيار 1951 
|مكان الولادة  = إيرابواتو
|تاريخ الوفاة = 
|مكان الوفاة  = 
|سبب الوفاة   = 
|مكان الدفن   = 
|الإقامة       = 
|الجنسية      =  المكسيك
|المواطنة     = 
|تعليم        = 
|المدرسة الأم  = 
|المهنة       = 
|سنوات النشاط = 
|سبب الشهرة   = رسام، نحات
|الديانة      = 
|الزوج        = 
|الجوائز      = 
|التوقيع      = 
|الموقع الرسمي= الموقع الرسمي

جازاموارت (بالإسبانية: Jazzamoart)‏ هو فنان مكسيكي معروف برسوماته ذات العلاقة بموسيقى الجاز بطريقة أو بأخرى. ولد جازاموارت باسم فرانشيسكو خافيير باسكيس استوبينيان في إيرابواتو في تاريخ 28 أيار 1951 م. اكتُشفت موهبته مبكراً، كما أن اسمه الاحترافي هو عبارة عن دمج كلمتي جاز (Jazz) و آرت (art)، وهما الشيئان اللذان يُمثلان شغفه في الحياة. يُعرف هذا الفنان بكونه الرسام ذو الأربعمائة معرض فردي وجمعي في عِدَّة قارات، ولكنه كذلك عمل على المنحوتات التذكارية والمشاهد المسرحية، كما تعاون مع عدة موسيقيين. يعيش جازاموارت في مدينة مكسيكو.

## حياته
جازاموارت ولد باسمه الأصيل فرانشيسكو خافيير باسكيس استوبينيان في إيرابواتو في تاريخ 28 أيار 1951 م. وهو أحد سبعة أخوة ولدوا لكل من راسورا استوبينيان وخافيير باسكيس فارفان. وبكونه مولود في عائلة فنية، فقد تواصل مع الفن منذ عمرٍ صغير، ويقول هو عن منزل طفولته بأنه كان مكاناً يجمع فنانين وكتّاباً.